# PWI Most Popular Wrestler of the Year
Le PWI Most Popular Wrestler of the Year Award, remis chaque année depuis 1972 par le magazine de catch Pro Wrestling Illustrated, reconnait le catcheur le plus populaire de l'année selon les votes des lecteurs.

## Palmarès
| Année | Vainqueur                          | Second               | Troisième            | Quatrième                                    |
| ----- | ---------------------------------- | -------------------- | -------------------- | -------------------------------------------- |
| 1972  | Jack Brisco (en) / Fred Curry (en) |                      |                      |                                              |
| 1973  | Chief Jay Strongbow                |                      |                      |                                              |
| 1974  | Billy Robinson (en)                |                      |                      |                                              |
| 1975  | Mil Máscaras                       |                      |                      |                                              |
| 1976  | Wahoo McDaniel (en)                | Chief Jay Strongbow  | Mr. Wrestling II     | Ivan Putski                                  |
| 1977  | André the Giant                    | Dusty Rhodes         | Bob Backlund         | Mil Máscaras                                 |
| 1978  | Dusty Rhodes                       | André the Giant      | Ricky Steamboat      | Bob Backlund                                 |
| 1979  | Dusty Rhodes                       | André the Giant      | Ivan Putski          | Mr. Wrestling II                             |
| 1980  | Mr. Wrestling II                   | Dusty Rhodes         | André the Giant      | Bruno Sammartino                             |
| 1981  | Tommy Rich                         | Bob Backlund         | André the Giant      | Dusty Rhodes                                 |
| 1982  | André the Giant                    | Tommy Rich           | Hulk Hogan           | Dusty Rhodes                                 |
| 1983  | Jimmy Snuka                        | Dusty Rhodes         | David Von Erich (en) | The Junkyard Dog                             |
| 1984  | Kerry Von Erich                    | Hulk Hogan           | Dusty Rhodes         | Sgt. Slaughter                               |
| 1985  | Hulk Hogan                         | Magnum T.A.          | Kerry Von Erich      | Tito Santana                                 |
| 1986  | Roddy Piper                        | Hulk Hogan           | Ricky Morton         | Nikita Koloff                                |
| 1987  | Dusty Rhodes                       | Hulk Hogan           | Randy Savage         | Nikita Koloff                                |
| 1988  | Randy Savage                       | Hulk Hogan           | Sting                | Lex Luger                                    |
| 1989  | Hulk Hogan                         | Ric Flair            | Sting                | The Ultimate Warrior                         |
| 1990  | Hulk Hogan                         | Sting                | The Ultimate Warrior | Lex Luger                                    |
| 1991  | Sting                              | Hulk Hogan           | Sid Justice          | The Steiner Brothers (Rick et Scott Steiner) |
| 1992  | Sting                              | The Ultimate Warrior | The Undertaker       | Ron Simmons                                  |
| 1993  | Lex Luger                          | Sting                | Bret Hart            | Dustin Rhodes                                |
| 1994  | Sting                              | Bret Hart            | The Undertaker       | Hulk Hogan                                   |
| 1995  | Shawn Michaels                     | Sting                | Diesel               | Hulk Hogan                                   |
| 1996  | Shawn Michaels                     | Randy Savage         | Sycho Sid            | The Undertaker                               |
| 1997  | Sting                              | Steve Austin         | Ric Flair            | Diamond Dallas Page                          |
| 1998  | Steve Austin                       | Goldberg             | The Rock             | Diamond Dallas Page                          |
| 1999  | The Rock                           | Steve Austin         | Goldberg             | Mankind                                      |
| 2000  | The Rock                           | Rob Van Dam          | Chris Jericho        | Goldberg                                     |
| 2001  | Rob Van Dam                        | The Rock             | Chris Jericho        | Kurt Angle                                   |
| 2002  | Rob Van Dam                        | Hulk Hogan           | Booker T             | The Rock                                     |
| 2003  | Kurt Angle                         | Steve Austin         | Rob Van Dam          | Rey Mysterio                                 |
| 2004  | John Cena                          | Chris Benoit         | Eddie Guerrero       | Eugene                                       |
| 2005  | John Cena                          | Batista              | A.J. Styles          | Rey Mysterio                                 |
| 2006  | Samoa Joe                          | John Cena            | Rey Mysterio         | Sting                                        |
| 2007  | John Cena                          | The Undertaker       | Sting                | CM Punk                                      |
| 2008  | Jeff Hardy                         | Shawn Michaels       | Samoa Joe            | The Undertaker                               |
| 2009  | Jeff Hardy                         | John Cena            | Sting                | The Undertaker                               |
| 2010  | Randy Orton                        | John Cena            | Rob Van Dam          | Daniel Bryan                                 |
| 2011  | CM Punk                            | John Cena            | Sting                | Randy Orton                                  |
| 2012  | John Cena                          | Sheamus              | Randy Orton          | Jeff Hardy                                   |
| 2013  | Daniel Bryan                       | John Cena            | CM Punk              | Dolph Ziggler                                |
| 2014  | Dean Ambrose                       | Daniel Bryan         | John Cena            | The Usos                                     |
| 2015  | Dean Ambrose                       | Brock Lesnar         | Finn Bálor           | Shinsuke Nakamura                            |
| 2016  | Shinsuke Nakamura                  | Dean Ambrose         | Bayley               | Enzo et Cass                                 |
| 2017  | AJ Styles                          | Shinsuke Nakamura    | Braun Strowman       | Kazuchika Okada                              |
| 2018  | AJ Styles                          | Seth Rollins         | Becky Lynch          | Ronda Rousey                                 |
| 2019  | Becky Lynch                        | Jon Moxley           | Kofi Kingston        | Johnny Gargano                               |
| 2020  | Orange Cassidy                     | Jon Moxley           | Drew McIntyre        | Keith Lee                                    |
| 2021  | CM Punk                            | Adam Page            | Big E                | Bianca Belair                                |
| 2022  | Jon Moxley                         | Roman Reigns         | CM Punk              | Bianca Belair                                |
| 2023  | Cody Rhodes                        | LA Knight            | MJF                  | Sami Zayn                                    |

## Sources et références
1. ↑  (en-US) « PWI ACHIEVEMENT AWARDS – PWI Pro Wrestling Illustrated », 2 août 2023 (consulté le 4 août 2023)
2. ↑  (en-US) « ACHIEVEMENT 2023: PWI AWARDS, Year In Review – PWI Pro Wrestling Illustrated », 6 mai 2024 (consulté le 19 mai 2024)